# Murong Yao
Murong Yao (慕容瑤) (? - 386) bio je car kineske/Xianbei države Zapadni Yan.  Bio je sin Murong Chonga (car Wei), odnosno unuk Murong Juna, cara države Raniji Yan. Na vlast je došao nekoliko mjeseci nakon što su njegovi Xianbei podanici krenuli u veliku seobu iz današnje provincije Shanxi na istok, prema postojbini Xianbeija; tome se bio protivio njegov otac koji je ubijen u proljeće 386. U roku od nekoliko mjeseci su se izredala dva vladara - Duan Sui i Murong Yi - koji su ubijeni u pučevima. Murong Yaoa je nakon Murong Yijevog ubojstva na prijestolje doveo Murong Heng (慕容恆). Međutim, s tim se izborom nije složio narod, te je general Murong Yong iskoristio priliku kako bi izvršio još jedan puč. Murong Yao je ubijen, a na njegovo postavljen Murong Zhong, sin Murong Honga, osnivača države Zapadni Yan.